# كارلو كاميلي
كارلو كاميلي (بالإيطالية: Carlo Camilli)‏ هو لاعب كرة قدم إيطالي في مركز حراسة المرمى، ولد في 2 أكتوبر 1984 في أمبيرتيدي في إيطاليا. لعب مع نادي أسكولي ونادي بيروجيا ونادي بيسكارا ونادي ترنانا.